# Stadtbahn Sassari
Die Stadtbahn Sassari verkehrt in der sardischen Stadt Sassari vom Vorort Santa Maria di Pisa über den Bahnhof Sassari bis zum Stadtzentrum am Emiciclo Garibaldi (4,3 km).
Die Linie wird von der Gesellschaft ARST betrieben und wird werktags alle 15 bis 27 Minuten bedient.

## Fahrzeuge
2003 lieferte AnsaldoBreda vier 27,5 m lange, fünfteilige Zweirichtungswagen des Typs Sirio mit 34 Sitz- und 162 Stehplätzen (bei sechs Personen pro Quadratmeter). Eine im Dezember 2022 veröffentlichte Ausschreibung zur Beschaffung dreier Fahrzeuge gemeinsam mit sieben Fahrzeugen für die Stadtbahn Cagliari endete ohne Auftragsvergabe.

## Entwicklung
Der eingleisige, 2,4 km lange Straßenbahn-Streckenabschnitt zwischen dem Bahnhof und der Haltestelle Emiciclo Garibaldi im Zentrum wurde am 27. Oktober 2006 eröffnet. Bei der Universität befindet sich eine Ausweiche. Von weitreichenden Plänen zur Verknüpfung zwischen Straßenbahn und Eisenbahn wurde nur eine 1,7 km lange Fortführung bis Santa Maria di Pisa auf der Strecke nach Sorso ab dem 11. September 2009 umgesetzt. Die nicht umgesetzten Planungen umfassen die Elektrifizierung der Gesamtstrecke bis Sorso und der Bahnstrecke Sassari–Alghero sowie eine Anbindung des Flughafens Alghero.
| \| \| \| FdS-Strecke nach Sorso \| \| \| \| 0,00 \| Santa Maria di Pisa (Endstation der Stadtbahn) \| Santa Maria di Pisa (Endstation der Stadtbahn) \| \| \| \| RFI-Strecke nach Ozieri / FdS-Strecke nach Palau \| \| \| \| \| Verbindungsgleis \| \| \| \| 1,88 \| Piazza Stazione \| 176 m \| \| \| \| RFI-Strecke nach Cagliari u. FdS-Strecke nach Alghero \| \| \| \| 2,40 \| Porta Utzeri \| 187 m \| \| \| 2,64 \| Sant’Anna \| 188 m \| \| \| 3,12 \| Cliniche universitarie \| 192 m \| \| \| 3,47 \| Viale Italia \| Viale Italia \| \| \| 3,86 \| Piazza Marconi \| 207 m \| \| \| 4,33 \| Emiciclo Garibaldi \| 207 m \| |      |                                                       |                                                       |
| Strecke |      | FdS-Strecke nach Sorso                                | FdS-Strecke nach Sorso                                |
| Haltepunkt / Haltestelle | 0,00 | Santa Maria di Pisa (Endstation der Stadtbahn)        | Santa Maria di Pisa (Endstation der Stadtbahn)        |
| Abzweig geradeaus, von links und von rechts |      | RFI-Strecke nach Ozieri / FdS-Strecke nach Palau      | RFI-Strecke nach Ozieri / FdS-Strecke nach Palau      |
| Abzweig mit U-Bahn geradeaus und nach links · U-Bahn-Strecke von rechts |      | Verbindungsgleis                                      | Verbindungsgleis                                      |
| Bahnhof · U-Bahn-Bahnhof | 1,88 | Piazza Stazione                                       | 176 m                                                 |
| Strecke nach rechts · U-Bahn-Strecke |      | RFI-Strecke nach Cagliari u. FdS-Strecke nach Alghero | RFI-Strecke nach Cagliari u. FdS-Strecke nach Alghero |
| U-Bahn-Haltepunkt / Haltestelle | 2,40 | Porta Utzeri                                          | 187 m                                                 |
| U-Bahn-Haltepunkt / Haltestelle | 2,64 | Sant’Anna                                             | 188 m                                                 |
| U-Bahn-Bahnhof | 3,12 | Cliniche universitarie                                | 192 m                                                 |
| U-Bahn-Haltepunkt / Haltestelle | 3,47 | Viale Italia                                          | Viale Italia                                          |
| U-Bahn-Haltepunkt / Haltestelle | 3,86 | Piazza Marconi                                        | 207 m                                                 |
| U-Bahn-Kopfbahnhof Streckenende | 4,33 | Emiciclo Garibaldi                                    | 207 m                                                 |